# Antocha shansiensis
Antocha shansiensis är en tvåvingeart som beskrevs av Alexander 1954. Antocha shansiensis ingår i släktet Antocha och familjen småharkrankar. Inga underarter finns listade i Catalogue of Life.